# 米沢滋
米沢 滋（よねざわ しげる、1911年2月1日 - 1999年5月2日）は、日本の逓信官僚、工学者。日本電信電話公社総裁、経済団体連合会理事、電気通信協会長などを歴任。

## 略歴
米沢与三七の子として生誕。富山県下新川郡入善町出身。1933年、東京帝国大学工学部電気工学科を卒業し、逓信省に入省。電気通信省業務局計画部長、日本電信電話公社保全局長、電気通信研究所長、総務理事などを歴任。1965年から1977年にかけて日本電信電話公社の総裁を務める。
超短波電波による無線多重電話方式を提唱し、1940年に世界に先駆けて実用化。また、通信設備の保全を合理化するため、初めて統計的品質管理方式を導入。電気通信研究所の所長時代には、電信電話の近代化に貢献した。
その他、電波技術審議会委員、電子技術審議会委員、発明奨励審議会委員、放送技術審議会委員、エレクトロニクス協議会理事、科学技術会議専門委員、電気通信協会理事、日本科学技術連盟理事、日本科学技術振興財団委員、その他の役員を務めた。

## 経歴
1933年 - 東京帝国大学工学部電気工学科を卒業。逓信省に入省。
1935年 - 超短波電波による無線多重電話方式を提唱。
1940年 - 超短波電波による無線多重電話方式を世界に先駆けて実用化。
1965年4月 - 日本電信電話公社総裁に就任。
1977年1月 - 日本電信電話公社総裁を退任。
1977年 - 未来工学研究所理事長に就任。

## 主な受賞等
1982年 - 勲一等瑞宝章を受章。IEEEファウンダーズメダルを授与。
1983年 - 入善町名誉町民に推挙